# Luis Carlos dos Santos Martins
Luis Carlos dos Santos Martins (nacido el 19 de junio de 1984) es un futbolista brasileño que se desempeña como delantero.
Jugó para clubes como el Marília, Ventforet Kofu, Tokyo Verdy, Al-Qadisiyah, Zwegapin United y Trat FC.

## Trayectoria

### Clubes
| Club                     | País           | Año         |
| ------------------------ | -------------- | ----------- |
| Sertãozinho              | Brasil         | 2005 - 2006 |
| Comercial                | Brasil         | 2006        |
| Monte Azul               | Brasil         | 2007        |
| Sertãozinho              | Brasil         | 2007 - 2008 |
| Monte Azul               | Brasil         | 2008        |
| Marília                  | Brasil         | 2008        |
| Ventforet Kofu           | Japón          | 2008        |
| Ventforet Kofu           | Japón          | 2009 - 2012 |
| Tokyo Verdy              | Japón          | 2011        |
| Ulsan Hyundai            | Corea del Sur  | 2012        |
| Jeju United              | Corea del Sur  | 2013        |
| Al-Qadisiyah             | Arabia Saudita | 2014        |
| Naft Masjed Soleyman     | Irán           | 2014 - 2015 |
| Ventforet Kofu           | Japón          | 2015        |
| Monte Azul               | Brasil         | 2016        |
| Gangwon FC               | Corea del Sur  | 2016 - 2017 |
| Zwegapin United          | Birmania       | 2017        |
| Trat FC                  | Tailandia      | 2018        |
| North Bangkok University | Tailandia      | 2018        |